# Victor Massé
Pour les articles homonymes, voir Massé.
Félix Marie Massé, dit Victor Massé , né le 7 mars 1822 à Lorient et mort  le 5 juillet 1884 à Paris 9e, est un compositeur et pédagogue français.

## Biographie
Né dans une misérable cabane située au fond d'une cour lorientaise, son père, cloutier de marine s’étant noyé un jour en tombant dans le port, sa mère, restée veuve après quelques années de mariage est montée à Paris et l’a placé à l’école Choron où il a eu Rachel Félix pour condisciple. Sa vocation musicale était si grande qu’à l’âge de 9 ans, il donnait des leçons de piano pour faire vivre sa mère.
Entré au Conservatoire de Paris, le 15 octobre 1831, à l'âge de douze ans, il étudie le piano avec Zimmermann et la composition avec Halévy. Il obtient successivement l’accessit de solfège en 1836, le second prix en 1837, le deuxième prix de piano en 1838, le premier prix en 1839, le premier prix d’harmonie et d’accompagnement en 1840 ; le deuxième grand prix de composition en 1842 ; le premier prix de contre-points et de fugue en 1843 ; enfin le premier grand prix de composition à l’Institut, autrement dit le prix de Rome, en 1844. Sa cantate de concours intitulée le Renégat de Tanger a été exécutée à l’Opéra en 1845.
À Rome, il fait se lie avec Ernest Hébert et Alexandre Cabanel à la villa Médicis, et compose et exécute, en 1846, une messe solennelle dont il chante les principaux motifs. Après avoir quitté Rome à la fin de la même année, il est allé étudier quelque temps en Allemagne, avant de rentrer à Paris, où il compose le Cousin de Marivaux, saynette publiée dans le Prix de famille, et trois recueils de mélodies. Le 26 novembre 1850, la cantatrice Caroline Lefebvre a fait ses débuts dans sa Chanteuse voilée, représentée au Théâtre de l’Opéra-Comique.
Il compose près de vingt opéras, opéras-comiques et opérettes, dont La Fiancée du Diable (1854), Miss Fauvette (1815), les Saisons (1830). En 1855, le Théâtre-Lyrique représente la Reine Topaze et, trois ans plus tard, la Fée Carabosse. Dans l’intervalle, l’Opéra-Comique a monté les Chaises à porteurs, mais ces deux derniers ouvrages ont eu peu de succès, ainsi que la Mule de Pedro, jouée à l’Opéra en 1802, de Fior d’Aliza et du Fils du Brigadier joués à l’Opéra-Comique en 1806 et en 1807. De ses œuvres, trois sont encore connues (au moins de nom) : Galathée (1852), Les Noces de Jeannette (1853), qui est un triomphe pour son époque et dont le rôle-titre est créé par Caroline Miolan-Carvalho, enfin, Paul et Virginie, dont représentation au Théâtre-Lyrique en 1876, renoue avec le triomphe de Galathée et des Noces de Jeannette, et qui connaît une renommée mondiale.
Chef des chœurs à l'Opéra de Paris en 1860, il participe avec Eugène Vauthrot et Louis Croharé aux 164 répétitions de Tannhäuser pour les représentations à l'Opéra de Paris de 1861. Richard Wagner leur a rendu hommage : « ils lui avaient, avec un réel dévouement, facilité la besogne. »
En 1872, il succède à Daniel-François-Esprit Auber à l’Académie des beaux-arts. Il est professeur de composition musicale au Conservatoire de Paris de 1866 à 1880. Bien qu'une rue porte toujours son nom dans le 9e arrondissement de Paris, il est aujourd'hui tombé dans un oubli presque complet. Sa musique, facile comme celle de tous les compositeurs français d'opéras-comiques du XIXe siècle, est cependant bien composée, spirituelle, mélodieuse, et requiert des interprètes de haut niveau. Elle atteint aisément son but, plaire à un large public en procurant de l'agrément.
Charles Garnier est l’architecte du tombeau, sculpture décorative de Jules Corboz, où il repose au cimetière de Montmartre.
Il a eu deux filles, dont l'une épouse Philippe Gille, journaliste et librettiste d'opéras, et donnera naissance en 1884 au pianiste Victor Gille.

## Évocation dans la littérature
Si la musique de Victor Massé n'est guère tenue en estime aujourd'hui, il faut croire que ce sentiment était déjà partagé par certains de ses contemporains. En témoigne cet extrait de Du côté de chez Swann de Proust ; le personnage de Swann (grand bourgeois très cultivé) s'irrite de ce que sa maîtresse Odette de Crécy (demi-mondaine absolument dénuée de goût en matière artistique) souhaite aller voir un opéra de Victor Massé intitulé Une nuit de Cléopâtre, opéra qu'il juge consternant : 

« Ce n'est pas de la colère, pourtant, se disait-il à lui-même, que j'éprouve en voyant l'envie qu'elle a d'aller picorer dans cette musique stercoraire. C'est du chagrin, non pas certes pour moi, mais pour elle ; du chagrin de voir qu'après avoir vécu plus de six mois en contact quotidien avec moi, elle n'a pas su devenir assez une autre pour éliminer spontanément Victor Massé ! »

Richard Wagner, qui affectait le plus profond mépris pour l’opéra-comique français, a dit que la simplicité des motifs chantés par deux paysans dans les Noces de Jeannette lui avait beaucoup plu, ajoutant : « Je me suis demandé pourquoi les compositeurs français n’écrivaient pas plus souvent dans ce style que tout le monde comprend et qui paraissait plaire à tout le monde:306. ».
On peut trouver sur internet[Où ?] une lettre adressée par Jules Verne à Massé dans laquelle il lui demande de bien vouloir lui envoyer deux places pour La Fiancée du Diable, opéra-comique de 1854.
Saint-Saëns explique, dans son livre Portraits et Souvenirs, que les premiers accords de l'ouverture des Noces de Jeannette correspondent aux notes égrenées par le clocher de l’église de Sceaux, ville traversée par Victor Massé pour se rendre chez son librettiste Jules Barbier, lequel passait l'été à Aulnay près de la Vallée aux loups à Châtenay-Malabry.
La phrase « Ah ! Qu'il est doux de ne rien faire quand tout s'agite autour de nous ! », devenue le slogan d'une émission radiophonique[Laquelle ?], est tirée de son opéra-comique Galathée (1852).

Le commentaire le plus positif vient paradoxalement d'Hector Berlioz, lequel écrit, à propos de Victor Massé : 

« C’est de la musique de Paris, comme on en trouve chez les bons faiseurs de Paris ; elle a le caractère des jolies choses de Paris. C’est purement écrit, assez frais, instrumenté avec goût ; il y a là un peu de sensibilité, un peu de grâce, un peu d’esprit, un peu de tout »

## Jugements
« Il appartient tout entier à l’école française par le caractère de son talent, l’abondance, la pureté, la clarté de l’inspiration mélodique, mais à cette branche particulière de l’école française chez qui l’expression, la grâce attendrie ou pathétique, le sentiment et la passion, plus naturellement mélancolique qu’enjouée, tiennent plus de place que les éclats de la gaité ou de la joie. Cette nuance de l’art français, pour ne pas remonter au-delà des temps modernes, dérive de Méhul et va se continuant par Boieldieu, Hérold, Halévy, jusqu’à nos jours pour aboutir à Victor Massé et à Gounod. »

## Hommages

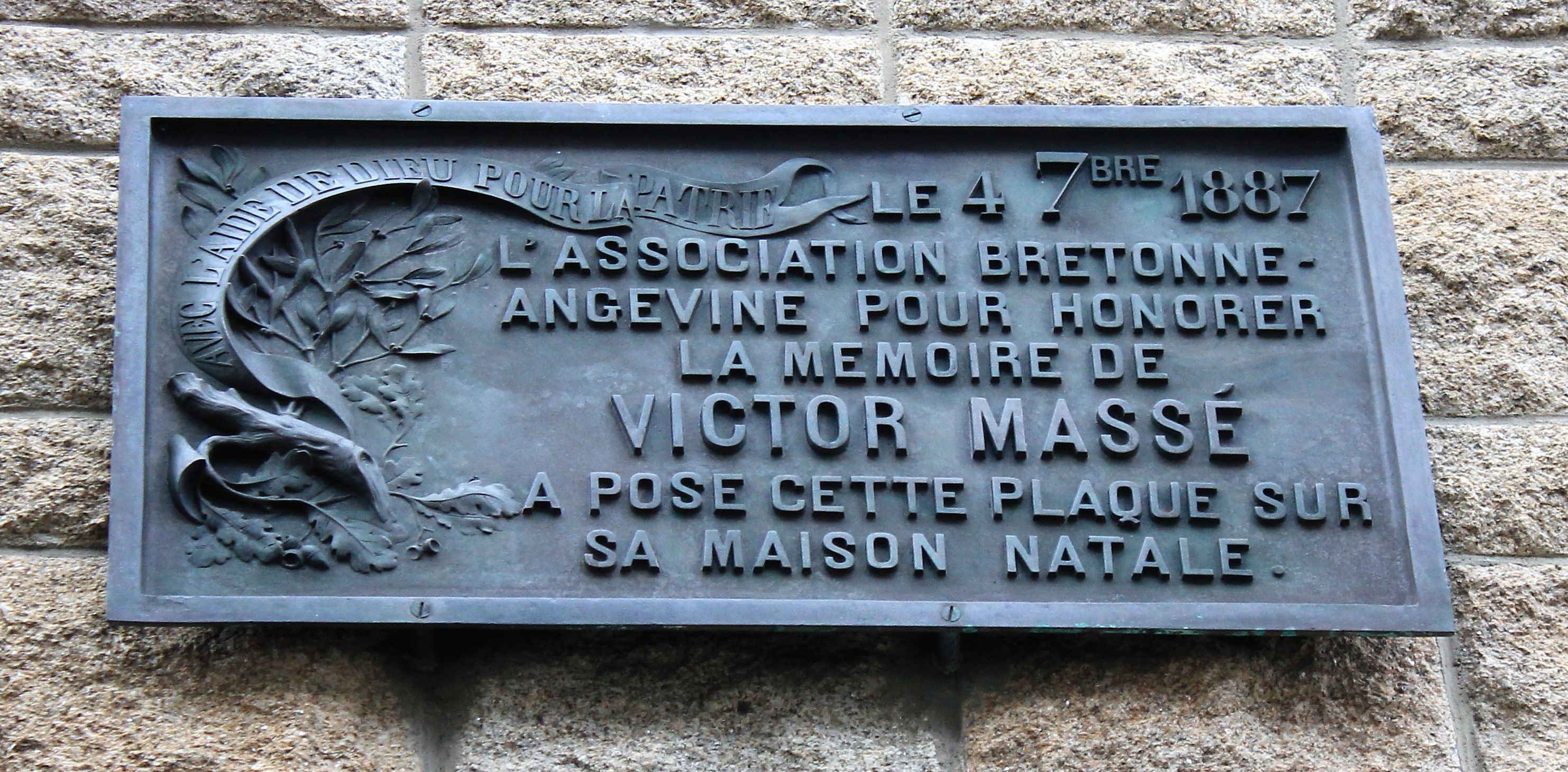
Plaque marquant son lieu de naissance à Lorient.

Outre la rue Victor-Massé à Paris, les villes de Vitry-sur-Seine, Lorient, Vannes Quimperlé, Quéven, Lanester, Pontivy, Carhaix-Plouguer, Auch, Perpignan et Wimereux ont donné son nom à une de leurs rues.

## Œuvres
- La Chambre gothique, opéra (1849)
- La Chanteuse voilée, (1850, livret de Scribe et Leuven)
- Galathée, opéra-comique, (1852, livret de Barbier et Carré),
- Les Noces de Jeannette, opéra-comique (1853, livret de Barbier et Carré),
- La Fiancée du diable, (1854, livret de Scribe et H. Romand),
- Miss Fauvette, (1855, livret de Barbier et Carré),
- Les Saisons, opéra-comique en 3 actes (1855, livret de Barbier et Carré),
- La Reine Topaze, (1856, livret de Lockroy et Léon Battu),
- Le Cousin de Marivaux,  (1857, livret de Léon battu)
- Les Chaises à porteurs, (1858, livret de Dumanoir et Calirville),
- La Fée Carabosse, (1859, livret de Lockroy et Cogniard),
- Mariette la promise, (1862, livret de ?)
- La Mule de Pédro (1863, livret de Dumanoir)
- Fior d'Aliza, (d'après Lamartine 1866),
- Le Fils du brigadier, (1867, livret de Labiche et Delacour),
- Les Enfants de Pierette, (1872, livret de ?)
- Paul et Virginie (1876, livret de Barbier et Carré),
- Une Loi somptuaire, (1878, livret de Paul Dubourg)
- La Trouvaille, (1879, livret de Mme Rocheblanc)
- Une nuit de Cléopâtre, opéra en 3 actes (1885, livret de Barbier, d'après une nouvelle de Théophile Gautier),
- 3 recueils de mélodies : Chants bretons, Chants du soir et Chants d'autrefois[3]